# Micro Kid's
Ne doit pas être confondu avec Micro Kid.
Micro Kid's est une émission de télévision française consacrée aux jeux vidéo et diffusée du 11 septembre 1991, sur FR3 au 28 juin 1997 sur France 3.

## Contenu
L'émission traitait de l'actualité des jeux vidéo consoles et micros. Entre les reportages, deux équipes de jeunes candidats s'affrontaient au cours d'un quiz vidéoludique puis d'une partie de jeu vidéo. À la fin de l'émission, l'équipe gagnante se mesurait à l'invité du jour lors d'une manche « fun ».

## Présentation
Micro Kid's était tout d'abord présenté seul par Jean-Michel Blottière, alors rédacteur en chef du magazine Tilt, et par la suite en duo avec Delphine.
En 1995, à la suite d'une concurrence des autres chaînes dans le domaine des nouvelles technologies, dont M6 (Mega 6) et Canal Plus (Cyberflash et Cyberculture), les présentateurs sont remplacés par un animateur virtuel en forme de joystick : Dr Clic, avec la voix de Jean-Marie Burucoa dont le personnage était modélisé à Marseille sous la coordination d'Éric Chevalier pour France 3.

## Production
D'une durée de 15 minutes, l'émission était produite par l'unité J.E.F. (Jeunesse Éducation et Formation) de FR3 et par Richard Joffo, en collaboration avec les magazines Tilt et Consoles +, et sponsorisée par Micromania.

## Diffusion
Au cours de ses six années d'existence, 246 émissions furent diffusées. Lors de son arrivée sur la grille de FR3, l’émission était proposée le mercredi à 17h15. Après un passage par la case de 18 heures, Micro Kid’s a été déplacée au dimanche matin 10h05 à partir de la saison 1992 / 1993 (le rendez-vous était déjà rediffusé le dimanche matin depuis son lancement). En janvier 1997, France 3 décide de changer sa case, pour une programmation le samedi à 9h30.

## Influence
Un concours de démos et leur diffusion pendant le générique de fin contribua grandement à leur popularisation en France. Cette émission fut également un révélateur d'un nouveau courant musical utilisant à la fois les ordinateurs et les logiciels que sont les soundtrackers : un courant musical émergeant et parallèle au mouvement des DJ issus de la house et de la techno.